# ボリス・トリズノ
ボリス・ヴァシリエヴィチ・トリズノ（ロシア語: Борис Васильевич Тризно, ラテン文字転写例: Boris Vasilievich Trizno, 1898年4月16日(ユリウス暦)/4月28日(グレゴリオ暦) - 1968年2月13日）は、ロシアのフルート奏者。
モギリョフ県イザベリノの出身。ペテルブルク音楽院でロベルト・ランベルトにフルートを師事し、1923年に卒業。卒業後は1929年までペトログラード・マールイ劇場のオーケストラのフルート奏者を務めた。1929年から1932年までミンスクの音楽学校でフルートを教えたが、1932年には全ソ連音楽コンクールの木管楽器部門で優勝し、レニングラード・フィルハーモニー交響楽団の団員に迎えられた。1937年にはレニングラード音楽院のフルート科講師を兼任し、1940年に准教授、1958年に教授に昇進し、亡くなるまでその任に当たった。レニングラード・フィルハーモニー交響楽団は1962年で退団している。
レニングラードにて没。